# Wouter Claes
Wouter Claes (28 de octubre de 1975) es un deportista belga que compitió en bádminton. Ganó una medalla de bronce en el Campeonato Europeo de Bádminton de 2010, en la prueba de dobles mixto.

## Palmarés internacional
| Campeonato Europeo | Campeonato Europeo       | Campeonato Europeo | Campeonato Europeo |
| Año                | Lugar                    | Medalla            | Prueba             |
| ------------------ | ------------------------ | ------------------ | ------------------ |
| 2010               | Mánchester (Reino Unido) | Medalla de bronce  | Dobles mixto       |